# Nanoteranostica
La nanoteranostica consiste nell'applicazione della nanotecnologia al campo della teranostica. Essa sfrutta le proprietà dei nanosistemi per combinare capacità diagnostiche e terapeutiche in un singolo agente di dimensioni nanometriche. In particolare, lo sviluppo di queste tecnologie ha consentito lo studio di una nuova generazione di nanomateriali per la diagnosi e la cura dei tumori.
In ambito diagnostico, le nanotecnologie trovano maggiormente applicazione nell’imaging, in particolare nell’imaging ottico (fluorescenza o non-fluorescenza), nell’imaging nucleare (SPECT e PET) e nell’imaging a risonanza magnetica (MRI). In ambito terapeutico, invece, la loro applicazione principale è il drug delivery.

Il crescente interesse nel campo della nanoteranostica è dovuto al fatto che i nanosistemi utilizzati permettono di monitorare la loro distribuzione attraverso studi di imaging in tempo reale e di regolare la loro velocità di infusione, consentendo di avere un effetto mirato solo nel sito su cui devono agire.

## Nanostrutture a base metallica

### Nanoparticelle di argento
Tra le diverse applicazioni terapeutiche delle nanoparticelle di argento (AgNP), la più promettente risulta essere il loro utilizzo come agenti antitumorali. L’incorporazione di tali particelle nei trattamenti contro il cancro ha infatti dato risultati molto positivi. Il loro impatto e la loro interazione all’interno del sistema biologico dipendono da alcune proprietà fisico-chimiche quali dimensione (area superficiale), forma, carica, rivestimento superficiale e tasso di dissoluzione. Ad esempio, la loro carica superficiale gioca un ruolo fondamentale nell’interazione nanoparticella-sistema vivente.
Applicazioni per la diagnosi
Le nanoparticelle di argento presentano delle proprietà ottiche particolari: la loro interazione con la luce porta ad un’oscillazione collettiva e coerente degli elettroni liberi della banda di conduzione, fenomeno noto come Risonanza Plasmonica di Superficie Localizzata (LSPR). Sfruttando tale meccanismo si possono utilizzare le AgNP sia per scopi diagnostici che terapeutici.
In seguito alla loro oscillazione gli elettroni possono decadere o in modo radiativo o non radiativo. Mediante un decadimento di tipo radiativo degli elettroni si ha una forte emissione di luce che permette applicazioni nel campo dell’imaging biomedico mentre per un decadimento di tipo non radiativo l’energia fotonica viene convertita in energia termica. In quest’ultimo caso il fenomeno può essere sfruttato in ambito terapeutico, ad esempio per indurre un processo apoptotico in cellule neoplastiche.
Il fenomeno della LSPR è strettamente dipendente dalla dimensione e dalla forma delle particelle. Modificando il picco plasmonico in fase di fabbricazione è quindi possibile adattare le particelle al tipo di applicazione desiderata. Tale picco infatti può essere fatto variare in intervalli di 393-738 nm e di 500-1000 nm consentendo l’utilizzo delle AgNP sia per terapie fototermiche che termolitiche.
Applicazioni per la cura
Una delle maggiori problematiche riguardante le cellule neoplastiche è la loro capacità di generare nuovi vasi sanguigni a partire da quelli già esistenti (angiogenesi). Diversi studi hanno dimostrato che le AgNP presentano proprietà antiangiogeniche. Esse infatti sono in grado di inibire la creazione di nuovi vasi sanguigni che andranno a nutrire la massa tumorale. Inoltre, la loro tossicità è stata sfruttata per indurre effetti citotossici e indurre il processo apoptotico nella cura della leucemia e del tumore al seno.

### Nanoparticelle magnetiche

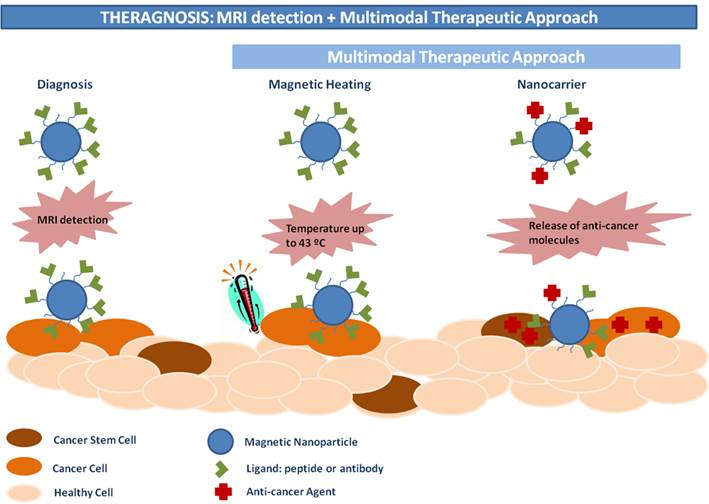
Esempio di utilizzo di una nanoparticella in ambito teranostico.

Le nanoparticelle magnetiche (MNPs) sono una classe di nanomateriali costituita da particelle di elementi magnetici quali ferro, nichel, cobalto e loro composti. Le tipologie maggiormente adottate sono le nanoparticelle di ossidi di ferro (IONs) in quanto risultano maggiormente biocompatibili, essendo generalmente metabolizzate dal fegato.
Grazie alle loro dimensioni presentano peculiari caratteristiche fisiche quali superparamagnetismo, alta coercività, bassa temperatura di Curie e alta suscettività magnetica. Obbedendo alla legge di Coulomb possono essere manipolate dal gradiente di un campo magnetico esterno. Tale opportunità di “controllo remoto”, coniugata alla penetrabilità del corpo umano ai campi magnetici e alla possibilità di trasferire energia dal campo magnetico alle MNPs, viene sfruttata in diverse applicazioni.
Applicazioni per la diagnosi
Le MNPs sono usate nelle applicazioni di imaging come agenti di contrasto, in particolare nell’MRI. Rispetto ad agenti di contrasto tradizionali per l’MRI, quali il Gadolinio, le MNPs permettono di rilevare efficacemente tumori di piccole dimensioni, risultando interessanti per diagnosi precoci.
La presenza di MNPs, in particolare di IONs, come agenti di imaging nella zona da analizzare comporta una riduzione nel tempo di rilassamento dei nuclei di idrogeno delle molecole d’acqua del tessuto, che viene rilevata dall’MRI, risultando in un contrasto d’immagine negativo.  La riduzione del tempo di rilassamento è dovuta alla presenza di un campo dipolare localmente perturbante indotto dalle nanoparticelle, saturate magneticamente. Le MNPs presentano inoltre la capacità di accumularsi nei tessuti per lunghi periodi rispetto ad altri agenti, permettendo di ripetere l’operazione di imaging anche successivamente. Un sistema di MNPs tipico per l’imaging è costituito da un nucleo magnetico, un guscio polimerico per favorire la biocompatibilità e da molecole di superficie (ligandi) che permettono un’imaging mirato verso la zona in analisi, migliorando l’efficienza del sistema.
Recentemente sono in fase di sviluppo sistemi di imaging multimodali nei quali l’MRI è combinato ad altre tecniche quali l’imaging ottico (imaging a doppia risonanza magnetica e ottica), l’MRI/PET, l’MRI/SPECT e l’MRI/PAI. Le MNPs usate nelle modalità multimodali sono IONs caricate con sonde ottiche (agenti fluorescenti per l’imaging ottico, radionuclidi per SPECT e PET, agenti esogeni per PAI). Infine, una nuova tecnica (imaging di particelle magnetiche MPI) promettente per l’imaging del cancro e per il monitoraggio dell’ipertermia magnetica, prevede che le IONs siano usate come traccianti per quantificare la loro concentrazione locale, mediante misura della variazione di magnetizzazione in seguito all’applicazione di un campo magnetico variabile, risultando in immagini dall’ottimo contrasto e breve tempo di acquisizione.
Applicazioni per la cura
Le nanoparticelle magnetiche trovano impiego nel campo del drug delivery per aumentare la selettività dei medicinali chemioterapici, i quali risultano agire anche sulle cellule sane, e ridurne gli effetti collaterali. Per questa applicazione sono generalmente rivestite da un polimero biocompatibile come il PVA o il destrano, ma esistono anche coating inorganici come la silice o l’oro. Questi rivestimenti contemporaneamente proteggono il core magnetico dall’ambiente esterno e permettono di coniugare la nanoparticella al medicinale chemioterapico grazie alla funzionalizzazione superficiale della particella. Una configurazione alternativa prevede un polimero biocompatibile poroso all’interno del quale sono fatte precipitare le MNPs. I complessi, che solitamente sono impiegati sotto forma di ferrofluido, vengono iniettati nel paziente attraverso il sistema circolatorio e sono indirizzati nel sito di rilascio tramite un forte magnete permanente posto al di fuori del corpo, in corrispondenza del target. Una volta che si sono concentrati nella zona di interesse viene attivata la somministrazione tramite un’attività enzimatica o la variazione di un parametro fisiologico come il pH o la temperatura. Dei fattori molto rilevanti in questa applicazione sono ad esempio i parametri idrodinamici del sangue, la profondità dei tessuti e la resistenza del legame carrier-drug.
Le nanoparticelle metalliche sono anche utilizzate per indurre artificialmente i tessuti malati in uno stato di ipertermia. Per ipertermia si intende l’aumento della temperatura del corpo (o di una parte di esso) oltre ai limiti fisiologici. L’obiettivo che deve essere raggiunto per riuscire a distruggere il tumore o i tessuti malati è di mantenere la loro temperatura a 42 °C per almeno 30 minuti. Generalmente, gli intervalli utilizzabili di frequenze e ampiezze sono rispettivamente di 0,05-1,2 MHz e 0-15 kA m-1.La maggior parte dei metodi per indurre ipertermia risultano poco efficaci a causa del riscaldamento incontrollato dei tessuti sani limitrofi a quelli danneggiati ma, l’impiego di nanoparticelle magnetiche permette invece un’azione molto più selettiva. La sfida di questa tecnologia consiste nel riuscire a raggiungere il sito di interesse con un numero sufficiente di nanoparticelle magnetiche per consentire il loro riscaldamento tramite l’impiego di un campo magnetico alternato clinicamente tollerabile dal corpo umano. L’esposizione a campi magnetici con frequenza e intensità troppo elevate potrebbero infatti portare il paziente a gravi complicazioni. Un fattore che rende notevolmente più difficile la parametrizzazione di questa tecnica è la presenza del flusso sanguigno e della perfusione tissutale: questi meccanismi attivi collaborano al raffreddamento del tessuto e si modificano al progredire del riscaldamento.

## Nanostrutture a base polimerica
Le nanostrutture a base polimerica offrono la più vasta gamma di compatibilità cellulare, biodegradabilità e rapido assorbimento cellulare. Questo tipo di nanostrutture viene spesso utilizzato come nanocarrier grazie alla facilità con cui è possibile funzionalizzarlo, renderlo selettivo e quindi utilizzarlo in campo medico.

### Dendrimeri
I dendrimeri sono delle molecole di nano-dimensioni caratterizzati da una struttura globulare con simmetria radiale, a queste è possibile legare covalentemente una vasta gamma di molecole bioattive in modo tale da governare il loro comportamento biologico.
Struttura
Generalmente i dendrimeri si sintetizzano mediante l’assemblaggio di più dendroni. I dendrimeri sono composti oligomerici o polimerici con un elevato numero di ramificazioni che permettono di aggiungere un diverso quantitativo di gruppi superficiali, in modo da aumentare la loro funzionalità.
La struttura di queste molecole può essere suddivisa in tre parti:
- Core o centro iniziatore, corrisponde alla parte più interna della molecola. Questa parte è fondamentale in quanto va ad influenzare le dimensioni e la molteplicità del dendrimero;
- Generazioni, corrisponde alla porzione contenente tutte le ramificazioni. Questa zona conferisce alla molecola determinate proprietà fisiche e chimiche, inoltre va ad influenzare la presenza di volumi interni liberi che potrebbero essere occupati da molecole ospiti;
- Shell o gusci, costituisce la parte terminale della molecola. Tale superficie ha lo scopo sia di proteggere i gruppi interni, sia di reagire, grazie ai suoi siti attivi, con altri reagenti esterni.

Esistono due approcci stepwise diversi per la sintesi di queste particelle: divergente e convergente; a seconda dell’approccio prescelto vengono variate le proprietà chimiche e fisiche del sistema.
Applicazioni per la diagnosi
È possibile utilizzare i dendrimeri per il trasporto di agenti di contrasto, in questo modo le molecole funzionalizzate andranno a riconoscere le cellule mutate e sarà possibile individuarle mediante la risonanza magnetica. Una particolare classe dei dendrimeri utilizzata in questo ambito è quella delle poliamidoammine (PAMAM), ci sono varie generazioni appartenenti a questa classe, di conseguenza variano le dimensioni degli spazi interni e quindi la quantità di farmaco che può trasportare. Nel caso in cui i dendrimeri siano di bassa generazione, le dimensioni sono sufficientemente piccole da consentire un accumulo veloce in regioni tumorali.
Applicazioni per la cura
La principale difficoltà riscontrata nel campo della cura del cancro è che il farmaco somministrato deve essere in grado di individuare i sottili cambiamenti intercorsi tra una cellula sana e una cellula tumorale. Una volta riconosciuta la differenza tra le cellule deve essere possibile somministrare una dose sufficiente di agente tossico in modo da uccidere la cellula mutata. Si è pensato quindi di sfruttare sia la possibilità di funzionalizzare la superficie dei dendrimeri, in modo da riconoscere in maniera selettiva le cellule mutate, sia le cavità che si formano al loro interno per il trasporto di farmaci, che convenzionalmente risultano essere poco solubili in acqua, in questo modo si va a migliorare la biodisponibilità del farmaco ai tessuti malati e si riduce l’esposizione ai tessuti sani. Queste molecole risultano particolarmente indicate a questo scopo viste le loro proprietà, quali: il basso peso molecolare, le dimensioni nanometriche, il possibile utilizzo a differenti pH e l’elevata biodegradabilità.
Vantaggi/Svantaggi
Nonostante i dendrimeri mostrino grande potenziale per le applicazioni biologiche, tutte le classi di dendrimeri presentano delle proprietà citotossiche ed emolitiche che non ne garantiscono la sicurezza.
L’utilizzo di molecole a basso peso molecolare non risulta essere nocivo poiché vengono eliminate mediante le urine, per quanto riguarda invece i polimeri che non si scompongono in unità più piccole, l’eliminazione non è così semplice.

## Altre tipologie di nanostrutture

### Nanostrutture a base di carbonio
I nanomateriali di carbonio o i nano-carboni sono composti a base di carbonio. L’unicità delle loro proprietà fisiche e chimiche li ha resi dei validi candidati per le applicazioni nel ramo della nanoteranostica. I nano-carboni principalmente utilizzati in questo campo sono: nanotubi di carbonio e fogli di grafene.

#### Grafene
Il grafene è costituito da un unico strato di atomi di carbonio. Questo materiale presenta molteplici applicazioni nel campo nanoteranostico, una tra tutte la cura del cancro.
Applicazioni per la diagnosi
Viene utilizzato come agente di contrasto nelle analisi tramite MRI.
Applicazioni per la cura
La riduzione di volume della massa tumorale può essere ottenuta attraverso questo tipo di composti, in particolare i nanofogli di grafene, i quali hanno dimostrato indurre la morte cellulare nelle cellule cancerogene.

#### Nanotubi di carbonio
I nanotubi di carbonio (CNT) sono dei fogli di grafene che sono ripiegati su loro stessi per formare un tubo con un diametro massimo di 10 nm.
Applicazioni per la diagnosi
I CNT vengono utilizzati nell’imaging per identificare la massa tumorale. Infatti, vengono spesso caricati con radioisotopi per essere utilizzati in tecniche come la SPECT o la PET. Essi permettono di migliorare la penetrazione nel tessuto, la sensibilità e la risoluzione media di queste tecniche.
Applicazioni per la cura
I CNT hanno proprietà uniche, come la superficie ultraelevata, che li rendono un ottimo materiale per il rilascio di farmaci. I nanotubi vengono integrati con dei ligandi in grado di riconoscere i recettori specifici delle cellule tumorali, in questo modo i CNT possono attraversare la membrana cellulare per endocitosi o altri meccanismi e trasportare i farmaci terapeutici in modo più sicuro ed efficiente.

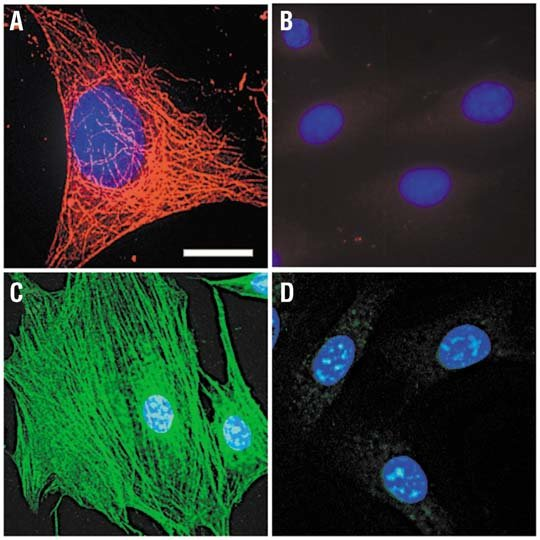
Esempio di utilizzo dei QD nell’imaging ottico. In queste immagini vengono messe in evidenza le fibre del citoscheletro nei fibroblasti di un topo. Nelle immagini A e B vengono evidenziati i microtubuli del citoscheletro con QD che emettono nel rosso. Nelle immagini C e D vengono evidenziati i filamenti di actina tramite QD che emettono nel verde. I nuclei precedentemente sono stati evidenziati con un colorante blu.

### Quantum Dot
Il campo in rapida evoluzione dei Quantum Dot (QD) offre nuove tecniche per le modalità di imaging e le strategie terapeutiche. Queste strutture hanno delle caratteristiche particolari, quali avere un’elevata fluorescenza ed essere zero-dimensionali, che li rendono particolarmente adatti ad applicazioni nel campo della teranostica. Uno dei loro problemi è che, non essendo biocompatibili, devono essere ricoperti da uno strato proteico superficiale per non essere rigettati dall’organismo.
Applicazioni per la diagnosi
La principale applicazione di questa struttura è nell’imaging, in particolare nella NIR (near-infrared) imaging. Rispetto agli altri metodi di questa classe, i QD hanno il vantaggio di avere un’ampia emissione dello spettro di luce dal visibile all'infrarosso, hanno una forte fluorescenza e sono fotostabili.
Applicazioni per la cura
Gli agenti teranostici basati su QD possono essere preparati caricando queste strutture mediante adsorbimento fisico del farmaco chemioterapico o co-incapsulamento di QD e farmaco in micelle lipidiche.

### Nanoparticelle di Silice
Le nanoparticelle di Silice (SNPs) non acquisiscono proprietà particolari dalle loro dimensioni sub-micrometriche ma ciò che le rendono interessanti nell’applicazione nella nanoteranostica è la presenza di una struttura ben definita (dimensioni, chimica superficiale, morfologia, porosità, ecc.) che può essere facilmente progettata con le proprietà desiderate e funzionalizzata o caricata con farmaci chemioterapici.
Applicazioni per la diagnosi
Questo tipo di composti vengono utilizzati principalmente come mezzi di contrasto nella MRI.
Applicazioni per la cura
Le SNPs vengono modificate superficialmente con un gruppo di targeting che consente di localizzare le cellule tumorali. Una volta riconosciute le cellule bersaglio, esse rilasciano gli agenti terapeutici, i quali possono essere caricati all’interno di queste particelle. La velocità di rilascio può essere controllata con precisione andando a modificare la struttura interna del materiale.

### Nanocompositi
I nanomateriali ibridi, costituiti da diversi nanomateriali, sono stati recentemente studiati come piattaforme promettenti per applicazioni diagnostiche, di imaging e terapeutiche.
Applicazioni per la diagnosi
Questa classe di nanomateriali viene utilizzata come agente di contrasto nella tecnica di imaging NIR. Il nanomateriale composito più adatto per questa applicazione è costituito da nanoparticelle formate da un core di SPION (nanoparticelle di ossido di ferro superparamagnetico) rivestito da uno strato di silice amorfo e sulla superficie di quest’ultima è stato depositato uno monostrato d’oro. Questo tipo di particelle possiede un elevato assorbimento NIR e produce un effetto fototermico.
Applicazioni per la cura
Nanomateriali compositi a base di silice mesoporosa sono i più adatti per il rilascio controllato di farmaci, sono noti per avere un volume dei pori più grande, dimensioni dei pori regolabili e una grande biocompatibilità. Tuttavia, è necessario stabilire strategie per prevenire l’aggregamento dei nanomateriali a base di silice.

## Tossicità
Attualmente la maggior parte dei nanomateriali impiegati sono composti da metalli di transizione, carbonio, silicio, i quali possono causare gravi problemi a seguito di inalazione, ingestione, assorbimento della pelle e iniezione nel corpo umano. Tuttavia, non è facile generalizzare il problema della tossicità di questo tipo di materiali, in quanto è determinata da:
- caratteristiche dei materiali: la composizione chimica, la dimensione delle particelle (componenti che risultano inoffensivi a dimensioni micrometriche, possono essere tossici a scala nanometrica), la solubilità, la chimica della superficie, la forma e la struttura;
- fattori fisiologici: la dose, il metodo di somministrazione, la biodegradabilità, la farmacocinetica e la bio-distribuzione.

Nel campo della nanoteranostica, i materiali nanostrutturati vengono iniettati in organismi viventi per fini diagnostici e terapeutici, pertanto si devono prendere seriamente in considerazione sia la tossicità acuta che la tossicità a lungo termine, comprese la degradazione e la stimolazione delle cellule con conseguente rilascio di mediatori infiammatori.
Per ridurre al massimo gli effetti negativi è necessario tener conto che:
- i nanomateriali si possono depositare a livello dei polmoni creando un effetto infiammatorio in loco;
- i nanomateriali possano entrare nel tessuto cerebrale ed alterarne la trasmissione;
- esiste un assorbimento gastroenterico.

Dunque, se da un lato, la nanotecnologia in campo medico ha lo scopo di cogliere i vantaggi dei nanomateriali e nanodispositivi per la cura e la diagnosi dei pazienti, dall'altro, il suo sviluppo deve affrontare il problema della loro sicurezza, connessa ai potenziali pericoli e rischi. Pertanto, la nanotecnologia è applicabile solo quando i possibili vantaggi superano i potenziali rischi, o quando, almeno, è possibile controllarli.